# Алжирские женщины (картина Делакруа)
«Алжирские женщины в своих покоях» (фр. Femmes d’Alger dans leur appartement) — название двух картин французского художника Эжена Делакруа. Первую версию картины художник написал в Париже в 1834 году. Она находится в Лувре (Париж, Франция). Более поздняя версия, написанная 15 годами позже в период между 1847 и 1849 годами, находится в Музее Фабра (Монпелье, Франция). Обе работы изображают одну и ту же сцену с четырьмя женщинами в закрытой комнате. Несмотря на схожую обстановку, картины вызывают совершенно разное настроение благодаря различному изображению женщин. Более ранняя работа 1834 года подчёркивает дистанцию между женщинами и зрителем. На второй картине, наоборот, тёплый манящий взгляд женщины словно приглашает зрителя.
«Алжирские женщины», наряду с другими ориенталистскими картинами Делакруа, вдохновляли многих художников более поздних поколений. Так, в 1888 году Винсент Ван Гог и Поль Гоген отправились в Монпелье, чтобы посмотреть версию «Алжирских женщин» Делакруа 1849 года. Картина послужила источником вдохновения для более поздних импрессионистов и серии из 15 картин и многочисленных рисунков Пабло Пикассо в 1954 году.
Поль Сезанн описал завораживающую игру цвета Делакруа так: «Весь этот светящийся цвет… Мне кажется, он струится в глаза, как вино струится в горло, и так же мгновенно опьяняет».

## Сюжет
Французское завоевание Алжира началось в 1830 году и повлияло на отношения Франции с соседними странами, такими как Марокко. К концу 1831 года король Луи-Филипп отправил дипломатическую партию в Марокко, чтобы установить дружеские отношения и заключить договор с султаном. Он назначил послом молодого дипломата Шарля де Морне. В то время было обычным делом брать с собой художников, чтобы визуально задокументировать путешествие. Делакруа присоединился к дипломатической партии случайно, благодаря социальным связям. Ранее, когда Делакруа учился у Пьера Герена, он подружился с однокурсником Анри Дюпоншелем, который незадолго до того стал директором по сценографии в Парижской опере (а позже её управляющим директором). Дюпоншель входил в круг общения любовницы Морне, актрисы мадемуазель Марс, и рекомендовал Делакруа для этого задания.
Делакруа присоединился к группе; они отплыли в 1831 году и прибыли в Марокко в Танжер 25 января 1832 года. Делакруа наслаждался атмосферой, цветами, предметами, людьми и архитектурой этого экзотического для него мира. Он записывал всё в свои дневники. Во время своего шестимесячного путешествия Делакруа заполнил семь больших альбомов для рисования и создал альбом из восемнадцати акварелей. Художника приглашали в еврейские дома для рисования. В его дневнике 1832 года подробно рассказывается об одежде, внутреннем убранстве и празднествах еврейских домов, где он также сделал несколько небольших зарисовок еврейских семей и домов. На их основе он позже написал работы «Еврейская свадьба в Марокко» (около 1841) и «Еврейская невеста» (около 1832). Делакруа обнаружил, что рисовать арабских женщин значительно сложнее из-за религиозных ограничений. Несмотря на это осложнение, он всё же пытался рисовать арабских женщин, однако как только он начинал зарисовывать их издалека, женщины, развешивашие бельё на террасах на крыше, немедленно предупреждали своих мужей.
Делакруа вернулся во Францию через Испанию и Алжир, где пробыл три дня. По счастливой случайности он оказался в алжирском порту, где встретил торговца, который дал ему доступ в частный гарем своей семьи. Делакруа создал два небольших эскиза женщин в алжирском гареме, которые позже использовал для создания картины «Алжирские женщины».

## Картина 1834 года

### История и критика
Картина 1834 года была впервые выставлена в Салоне 1834 года в Париже, где получила неоднозначные отзывы. Художественный критик Гюстав Планс написал в обзоре для Revue des Deux Mondes, что «картина Делакруа „Алжирские женщины“ о живописи и ни о чём более, о живописи, которая свежа, энергична, современна по духу и дерзка, полностью венецианская, но всё же ничего не добавляющая к тем мастерам, которых она напоминает». Король Луи-Филипп приобрёл картину в 1834 году и подарил её Музею в Люксембургском саду. В 1874 году картина была переведена в Лувр, где и остаётся в постоянной коллекции музея.

### Описание

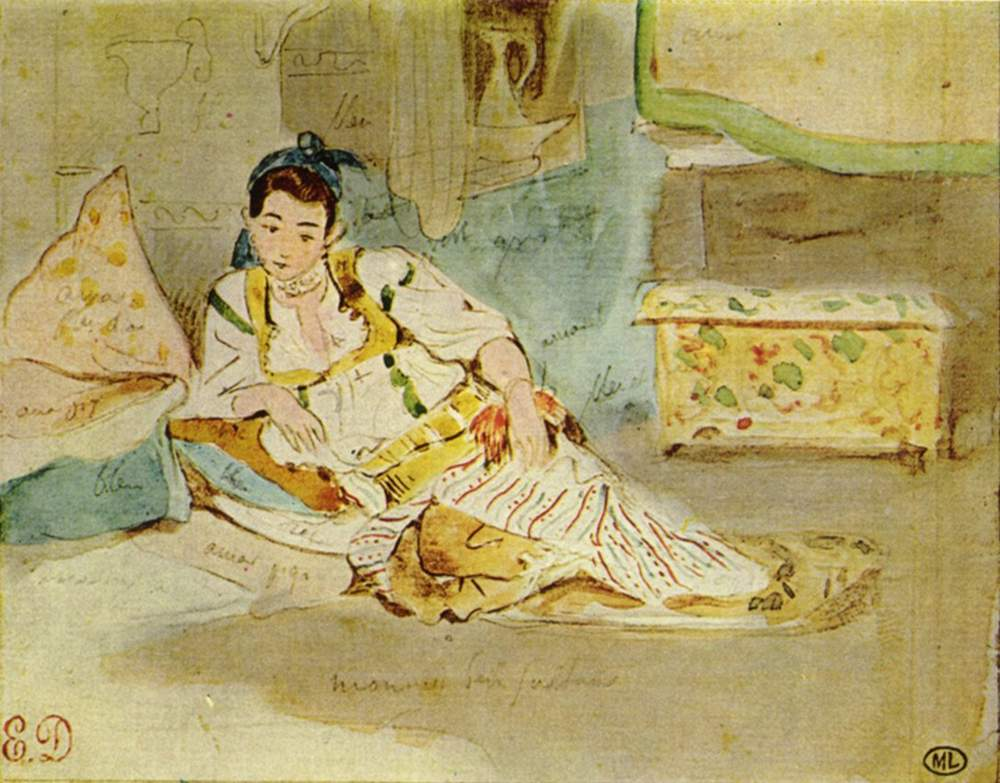
Этюд к картине «Алжирские женщины», 1832, Лувр (Муне бен Султан, левая женщина)

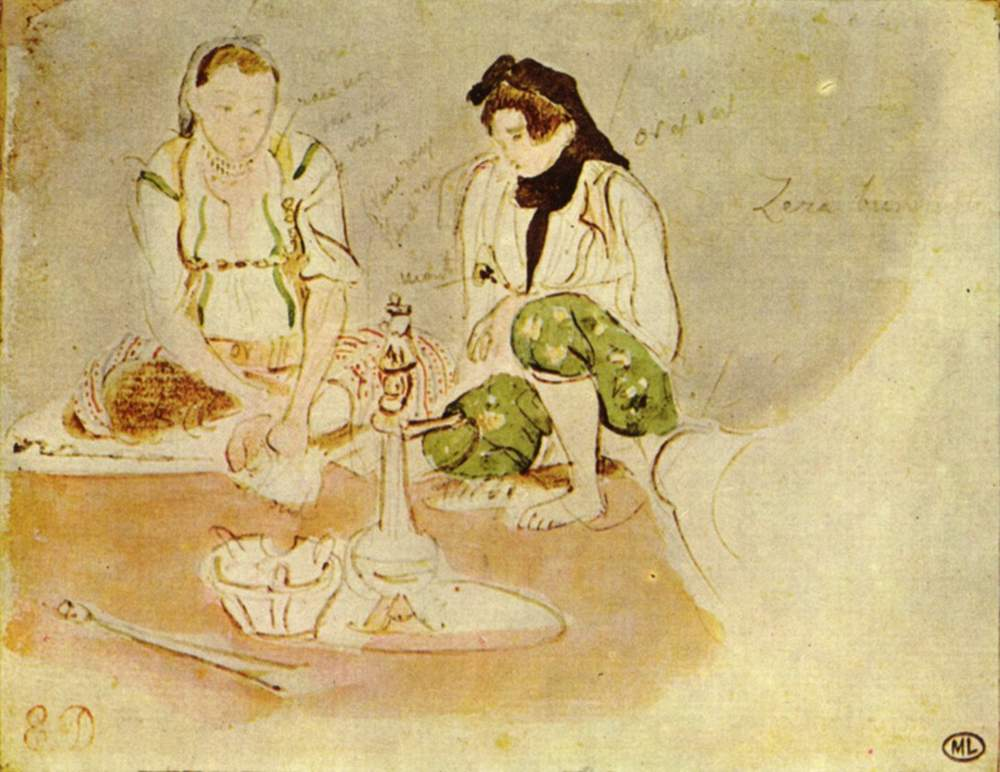
Этюд к картине «Алжирские женщины», 1832, Лувр (правая группа)

На картине изображены четыре женщины в богато украшенной комнате. Три из них роскошно одеты в свободные развевающиеся одежды и украшены золотыми украшениями. У одной в волосах розовый цветок. Четвёртая женщина — чернокожая рабыня, уходящая из комнаты, оглядываясь через левое плечо на сидящих женщин. Делакруа в мельчайших деталях передал особенности женской одежды, украшений и внутреннего убранства. Это внимание к деталям прослеживается от его алжирских набросков 1832 года, изображающих ту же сцену. Учёные приветствовали картину как попытку создать произведение этнографического характера, что проявилось как в изображении одетых женщин, так и в названии картины, лишённом традиционных объективирующих терминов «одалиска» или «гарем». «Алжирские женщины» Делакруа не представляют собой откровенно эротизированное изображение восточной женщины, какие создавали другие художники (так, явно эротический характер носит «Большая одалиска» (1814) Жана-Огюста-Доминика Энгра).
Хотя здесь есть стремление к реализму, оно не распространяется на самих женщин и социальные обычаи гарема. В застывшем пространстве почти нет сюжета. Женщины замкнуты вместе, не взаимодействуя друг с другом. Вызывающий взгляд женщин слева отражает враждебность к проникновению в личное пространство. Помимо этого, картина никак не отражает социальные обычаи гаремов элитарной алжирской культуры XIX века. В конечном счёте взгляд украдкой на алжирский гарем дал художнику мало визуальной информации для создания реалистичного изображения.
Эти пробелы Делакруа заполняет своей собственной европейской интерпретацией, в результате чего возникает более утончённый образ женщины-мечты. С открытым декольте, свободной одеждой и томными позами, восточные женщины Делакруа как бы воплощают европейские грёзы о Востоке. К этому добавляются стереотипные ориенталистские мотивы, такие как трубка наргиле, угольная горелка и поза одалиски. В результате складывается вымышленный образ, который больше похож на европейскую фантазию о гареме, чем на реальность. Дополняют эту фантазию коннотации, типичные для европейского зрителя XIX века, для которого трубка наргиле ассоциируется с курением гашиша или опиума, а свободная одежда — с сексуальной распущенностью.

## Версия 1847—1849 годов
Вторая картина была создана в период между 1847 и 1849 годами и находится в Музее Фабра в Монпелье, Франция. Композиционно полотно остаётся прежним, однако фигуры женщин становятся более мелкими и как бы отходят на задний план. Мелодия золотых, жжёных умбровых и красных тонов, смешанных вместе, создаёт атмосферу туманной, сказочной мечтательности. Вместо того, чтобы уйти со сцены, чёрная рабыня теперь поднимает занавеску, открывая зрителю сидящих женщин. Женщина слева изображена в платье с более низким вырезом, частично обнажающим её грудь, и теперь она мягко смотрит на зрителя тёплым, манящим взглядом.
Вторая картина была создана через пятнадцать лет после оригинала 1834 года. В ней заметно влияние времени и ностальгии на интерпретацию визуальной информации. Первоначальная полувымышленная сцена превратилась здесь в картину чистой ностальгии. Европейская концепция гарема ещё больше укоренилась в работах Делакруа, в конечном итоге породив картину, которая объективирует и эротизирует алжирских женщин в большей степени, чем оригинальная версия 1834 года.